# Sankt Goar
Sankt Goar – miasto w Niemczech, w kraju związkowym Nadrenia-Palatynat, w powiecie Rhein-Hunsrück, wchodzi w skład gminy związkowej Hunsrück-Mittelrhein. Do 31 grudnia 2019 wchodziło w skład gminy związkowej Sankt Goar-Oberwesel.
Powierzchnia miasta wynosi 22,93 km², liczy 2 790 mieszkańców (2009).
Ponad miastem wznoszą się ruiny zamku Rheinfels.

## Kultura
St. Goar jest jednym z ośmiu miast, w którym co roku w trzecią sobotę wrzwśnia odbywają się widowiskowe pokazy sztucznych ogni, zatytułowane Rhein in Flammen (pol. „Ren w płomieniach”).